# Awaran (district)
Awaran is een district in de Pakistanse provincie Beloetsjistan. Het district telt 118.173 inwoners (1998). De hoofdplaats is Awaran.

## Tehsils
- Awaran
- Jhal Jhao
- Mashkay
- Gashkore